# Концепция
Конце́пция (от лат. conceptio «система понимания»):
- комплекс взглядов на что-либо, связанных между собой и образующих единую систему;
- определённый способ понимания, трактовки каких-либо явлений; основная точка зрения, руководящая идея для их освещения;
- система взглядов на явления — в мире, природе, обществе;
- ведущий замысел, конструктивный принцип — в научной, художественной, технической, политической и других видах деятельности;
- система путей решения задачи;
- способ понимания, различения и трактовки каких-либо явлений, порождающий присущие только ему соображения и выводы[1].

Концепция определяет стратегию действий.
Различным концепциям соответствует свой терминологический аппарат.